# Lehe (Bremerhaven)
Lehe is een stadsdeel van de Duitse stad Bremerhaven en maakt deel uit van de Vrije Hanzestad Bremen. Lehe ligt ten noorden van de monding van de Geeste in de Wezer, die niet ver daarvandaan in de Noordzee mondt. Het stadsdeel grenst in het noorden aan Weddewarden en Leherheide, in het zuidwesten aan Mitte en in het zuiden aan Geestemünde.

## Geschiedenis
Lehe werd aan het einde van de dertiende eeuw voor het eerst vermeld. In 1827 verwierf Bremen een gebied ten noorden van de monding van de Geeste, waar het een zeehaven bouwde, het latere Bremerhaven. Het Koninkrijk Hannover had havenbouwplannen in Lehe eerder afgewezen. Vele arbeiders die in Bremerhaven werkten, dat slechts een kleine oppervlakte had, woonden in Lehe. In 1906 vroeg het dorp stadsrechten aan, maar het verkreeg die pas in 1920, toen het een kreisfreie Stadt werd. Slechts vier jaar later verloor de nieuwe stad al zijn zelfstandigheid, toen de stad samengevoegd werd met het naburige Geestemünde tot de nieuwe gemeente Wesermünde. In 1939 werd het tot Bremen behorende stadsgebied van Bremerhaven, zonder de zeehaven zelf, bij Wesermünde gevoegd.
Tijdens de Tweede Wereldoorlog werd ook Lehe niet gespaard en werden vele gebouwen verwoest. In 1947 werd Wesermünde een deel van de deelstaat Bremen en een stadsdeel van Bremerhaven. In 1971 werd Leherheide een apart stadsdeel.